# Квабга
Квабга (груз. ქვაბღა, от ქვა - ква - камень, ბღავილი - бгавили - крик, изопсефия - 1310) — село (груз. сопэли) в Грузии. Находится в Чохатаурском муниципалитете края Гурия, на высоте 640 метров над уровня моря, на правом берегу в долине реки Губазеули, ближайшее село - Набеглави.
Население села по переписи 2014 года составляет 329 человек, из них все грузины. Село в 1980-е годы заселено выходцами из горных сел Аджары (Горджоми, Дидачара и др.). Аджарцы сохранили мусульманскую веру и резко выделяются в православном грузинском окружении своими традициями и обрядами. Есть действующая школа.